# Pryvillia
Pryvillia (en ukrainien : Привілля) ou Privolie (en russe : Приволье) est une ville minière de l'oblast de Louhansk, en Ukraine. Sa population s'élevait à 7 747 habitants en 2013.

## Géographie
Pryvillia est arrosée par la Donets du Nord. Elle se trouve dans le Donbass, en Ukraine, à 89 km au nord-ouest de Louhansk et à proximité de Sievierodonetsk et de Roubijne.

## Histoire
Pryvillia naît en 1753 comme une colonie militaire, établie dans le village d'Assessorke (en ukrainien : Асесорське), pour protéger la frontière de l'Empire russe contre les raids des Tatars. À partir de la fin du XVIIIe siècle, la Crimée ayant été annexée par la Russie en 1783, la menace tatare disparaît et les habitants se consacrent essentiellement à l'agriculture.
Pryvillia a le statut de ville depuis 1963.

## Population
| 1939  | 1959   | 1970    | 1979    | 1989    | 2001   |
| ----- | ------ | ------- | ------- | ------- | ------ |
| 4 700 | 9 017* | 11 510* | 11 000* | 11 479* | 9 004* |

| 2008  | 2009  | 2010  | 2011  | 2012  | 2013  |
| ----- | ----- | ----- | ----- | ----- | ----- |
| 8 191 | 8 109 | 8 048 | 7 901 | 7 850 | 7 747 |

## Économie
L'économie de Pryvillia repose sur l'exploitation du charbon :
- mine « Pryvilnianska » ;
- mine « Kapoustina ».